# Junebug
Junebug és una pel·lícula estatunidenca de Phil Morrison estrenada el 2005. La pel·lícula és coneguda per haver llançat la carrera d'Amy Adams. Encensada per la crítica, ha obtingut una nomenació a l'Oscar a la millor actriu secundària  i el Gran Premi especial del Jurat al Festival de Sundance.

## Argument
La propietària d'una galeria d'art de Chicago torna a Carolina del Nord per retrobar-se amb un artista excèntric i conèixer la seva família política.
Madeleine, directora d'una galeria d'art de la ciutat de Chicago, ha d'anar a Carolina del Nord per convèncer David Wark, un pintor de talent i excèntric que viu reclòs, de participar en una exposició. Ara bé, George, el seu marit des de fa poc, és originari de la regió. La jove, que coneixerà així la seva família política per primera vegada, és acollida amb sospita per Peg i Eugene, els pares de George, i amb hostilitat per Johnny, el fill segon. Només Ashley, l'esposa embarassada d'aquest últim, la considera ràpidament com una germana...

## Repartiment
- Embeth Davidtz: Madeleine
- Amy Adams: Ashley Johnsten
- Benjamin McKenzie: Johnny Johnsten
- Alessandro Nivola: George Johnsten
- Celia Weston: Peg Johnsten
- Scott Wilson: Eugene Johnsten
- Frank Hoyt Taylor: David Wark
- Joanne Pankow: Sissy, la germana de David Wark

## Rebuda
Junebug ha tingut crítiques positives, obtenint un 86% d'opinions positives a l'indret Rotten Tomatoes, basat en 108 comentaris positius i 18 comentaris negatius, amb una nota mitjana de 7,5 sobre 10. A més, el «Top Critic» li atribueix un 94%, basat en 31 comentaris positius i 2 comentaris negatius, amb una nota mitjana de 7,8 sobre 10. i 80 per 100, amb una nota mitjana de 7,6 sobre 10
Estrenada en sales l'estiu del 2005 com a pel·lícula independent, Junebug  no ha tingut un gran resultat durant la seva explotació en el cinema. Havent debutat amb un modest 68è lloc amb 25.468 dòlars, la seva primera setmana d'explotació, la pel·lícula es remunta al 41è lloc amb 140.756 dòlars. De mica en mica, la pel·lícula fa el seu camí en el box-office estatunidenc, aconseguint el millor lloc (el 29) a la classificació durant dues setmanes i arribant al milió de dòlars de recaptacions. La pel·lícula acaba la seva carrera amb 2.678.691 dòlars després de 18 setmanes

## Al voltant de la pel·lícula
- La pel·lícula va ser rodada en vint dies (del 14 juny a l'11 juliol de 2004)[4]
- Junebug , malgrat un èxit públic bastant limitat, ha permès a Amy Adams de donar--se a conèixer realment. La jove actriu de 30 anys fins llavors estava abonada a segons papers, el més important a  Catch Me If You Can, de Steven Spielberg. La seva interpretació d'Ashley Johnsten, jove embarassada, li suposa que es fixi realment la crítica. Obté el Premi Especial del Jurat al Festival de Sundance i una primera nominació als Oscars en la categoria Oscar a la millor actriu secundària. Dos anys més tard, tindrà el paper de la princesa Giselle a Enchanted, una producció Disney, que obtindrà un gran èxit comercial.
- El monòleg a propòsit d'aixecar la moral va ser utilitzat per a l'audició d'Amy Adams. L'escena va ser igualment utilitzada més tard per als programes d'entrevistes on l'actriu feia promoció[5]
- Per a l'escena on el personatge d'Amy Adams fa els seus exercicis asseguda, el realitzador Phil Morrison ha utilitzat un split screen ( pantalla dividida ), combinant el cap de l'actriu i l'actuació d'una verdadera dona embarassada.[5]

## Premis i nominacions

### Premis
- 2005. Premi Especial del Jurat al Festival de Sundance per Amy Adams

### Nominacions
- 2006. Oscar a la millor actriu secundària per Amy Adams